# Climacia antillana
Climacia antillana là một loài côn trùng trong họ Sisyridae thuộc bộ Neuroptera. Loài này được Alayo miêu tả năm 1968.